# Bree-Anna Cheatham
Pour les articles homonymes, voir Cheatham.
Pas d'image ? Cliquez ici

a Compétitions nationales et continentales officielles uniquement.

b Matchs officiels uniquement.
Bree-Anna Cheatham, née le 29 mars 1997 à Toowoomba (Australie), est une joueuse internationale australienne de rugby à XV évoluant au poste de pilier.

## Biographie
Bree-Anna Cheatham naît le 29 mars 1997 à Toowoomba en Australie.
En 2022, elle joue pour les Queensland Reds de Brisbane. Elle n'a qu'une seule sélection en équipe d'Australie quand elle est retenue en septembre 2022 pour disputer la Coupe du monde en Nouvelle-Zélande.
Blessée, elle rate le WXV 2024.